# Cầu Vàm Cống
Cầu Vàm Cống là cây cầu dây văng bắc qua sông Hậu, nối liền thành phố Cần Thơ và tỉnh Đồng Tháp của Việt Nam. Cầu Vàm Cống cách bến phà Vàm Cống khoảng 3 km về phía hạ lưu sông Hậu, và thay thế cụm phà này kể từ khi cầu đi vào hoạt động vào ngày 19 tháng 5 năm 2019.

## Vị trí
Cầu Vàm Cống là một trong hai cây cầu dây văng lớn nằm trên tuyến đường Cao Lãnh – Vàm Cống, thuộc Dự án kết nối khu vực trung tâm Đồng bằng sông Cửu Long và Dự án đường cao tốc Bắc – Nam phía Tây. Cây cầu kết nối huyện Lấp Vò, tỉnh Đồng Tháp với quận Thốt Nốt, thành phố Cần Thơ. Đây là cây cầu dây văng thứ hai bắc qua sông Hậu sau cầu Cần Thơ, cách cầu Cần Thơ khoảng 48 km về phía thượng lưu và bến phà Vàm Cống khoảng 3 km về phía hạ lưu sông. 

## Lịch sử

### Kế hoạch
Trước năm 2010, giao thông hai bên bờ sông Hậu phải phụ thuộc vào những bến đò, bến phà để qua sông. Khi khánh thành vào năm 2010, cầu Cần Thơ trở thành cây cầu đầu tiên vượt sông Hậu, nối kết thành phố Cần Thơ với tỉnh Vĩnh Long nói riêng, đồng thời mở ra cơ hội giao thông và phát triển các tỉnh miền Tây Nam Bộ nói chung. Tuy nhiên, trên sông Hậu vẫn còn nhiều bến phà, bến đò lớn đang hoạt động, trong đó có bến phà Vàm Cống đã hoạt động từ năm 1925, và thường xuyên quá tải khi nhu cầu qua lại hai bên bờ sông ngày càng lớn.
Năm 2011, Bộ Giao thông Vận tải Việt Nam đề xuất kế hoạch phát triển giao thông đồng bằng sông Cửu Long, trong đó có xây dựng cầu Vàm Cống nằm trên tuyến đường Lộ Tẻ – Rạch Sỏi, và được Chính phủ phê duyệt.
Theo thiết kế ban đầu, cầu Vàm Cống sẽ có tổng chiều dài 2,97 km, trong đó phần cầu vượt sông có thiết kế dây văng dài 870 m và cầu dẫn bằng bê tông dự ứng lực về hai phía Cần Thơ và Đồng Tháp dài 2 km. Quy mô mặt cắt ngang cầu 24,5 m có thiết kế bốn làn xe ô tô và hai làn xe mô tô và xe thô sơ cùng với dải phân cách, dải an toàn, vận tốc thiết kế 80 km/h. Trụ tháp cầu cao 150 m, lớn thứ ba cả nước sau trụ cầu Phú Mỹ và trụ cầu Cần Thơ.

### Xây dựng

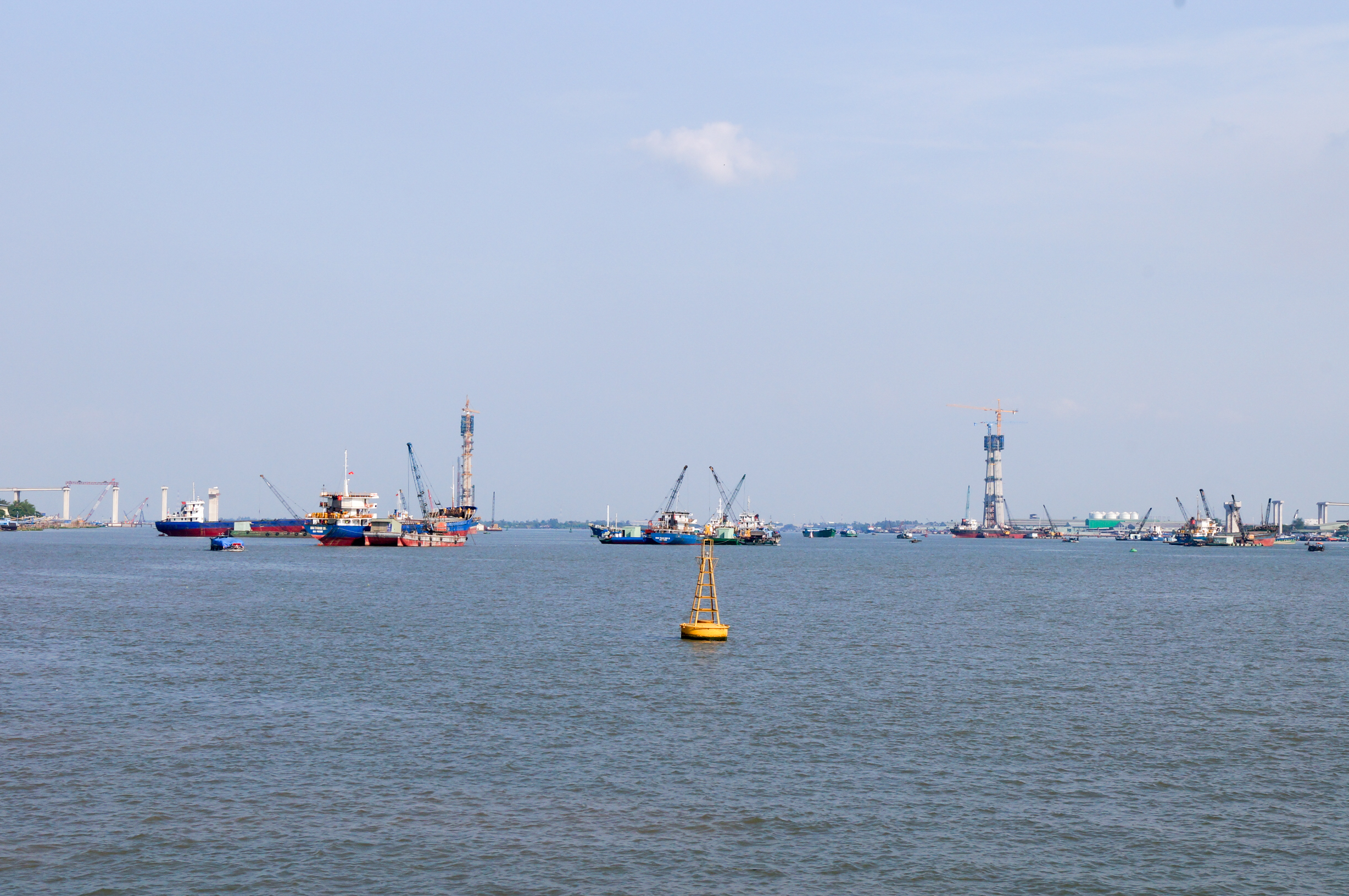
Cầu Vàm Cống đang xây dựng (ảnh chụp vào tháng 4 năm 2016)

Ngày 10 tháng 9 năm 2013, Thủ tướng Nguyễn Tấn Dũng phát lệnh khởi công xây dựng cầu trong buổi lễ khởi công tại huyện Lấp Vò, tỉnh Đồng Tháp. Chủ đầu tư là Tổng công ty Đầu tư Phát triển và Quản lý dự án hạ tầng giao thông Cửu Long. Tư vấn thiết kế và giám sát thi công là Liên danh Dasan Consultants Co. Ltd., Kunhwa Consulting and Engineering Co. Ltd và Pyunghwa Engineering Consultants Ltd. (Hàn Quốc). Nhà thầu xây dựng chính là Liên danh GS Engineering & Construction và Hanshin Engineering & Contrustion Co., Ltd (Hàn Quốc). Cienco 1 là nhà thầu phụ. Tổng mức đầu tư hơn 5.687 tỷ đồng từ nguồn vốn ODA của Hàn Quốc và vốn đối ứng của Chính phủ Việt Nam.
Dự kiến cầu Vàm Cống sẽ hợp long vào tháng 9 năm 2017 và hoàn tất thi công vào tháng 11 cùng năm. Khi hoàn thành, cầu Vàm Cống sẽ thay thế hoạt động của bến phà Vàm Cống đã quá tải, đồng thời hình thành hệ thống giao thông đường bộ thông suốt giữa các tỉnh Tây Nam Bộ với khu vực kinh tế trong điểm phía Nam. Tuy nhiên, do xảy ra sự cố nứt dầm thép vào cuối năm 2017 nên việc thông xe phải dời lại đến ngày 19 tháng 5 năm 2019.

## Thông tin kỹ thuật

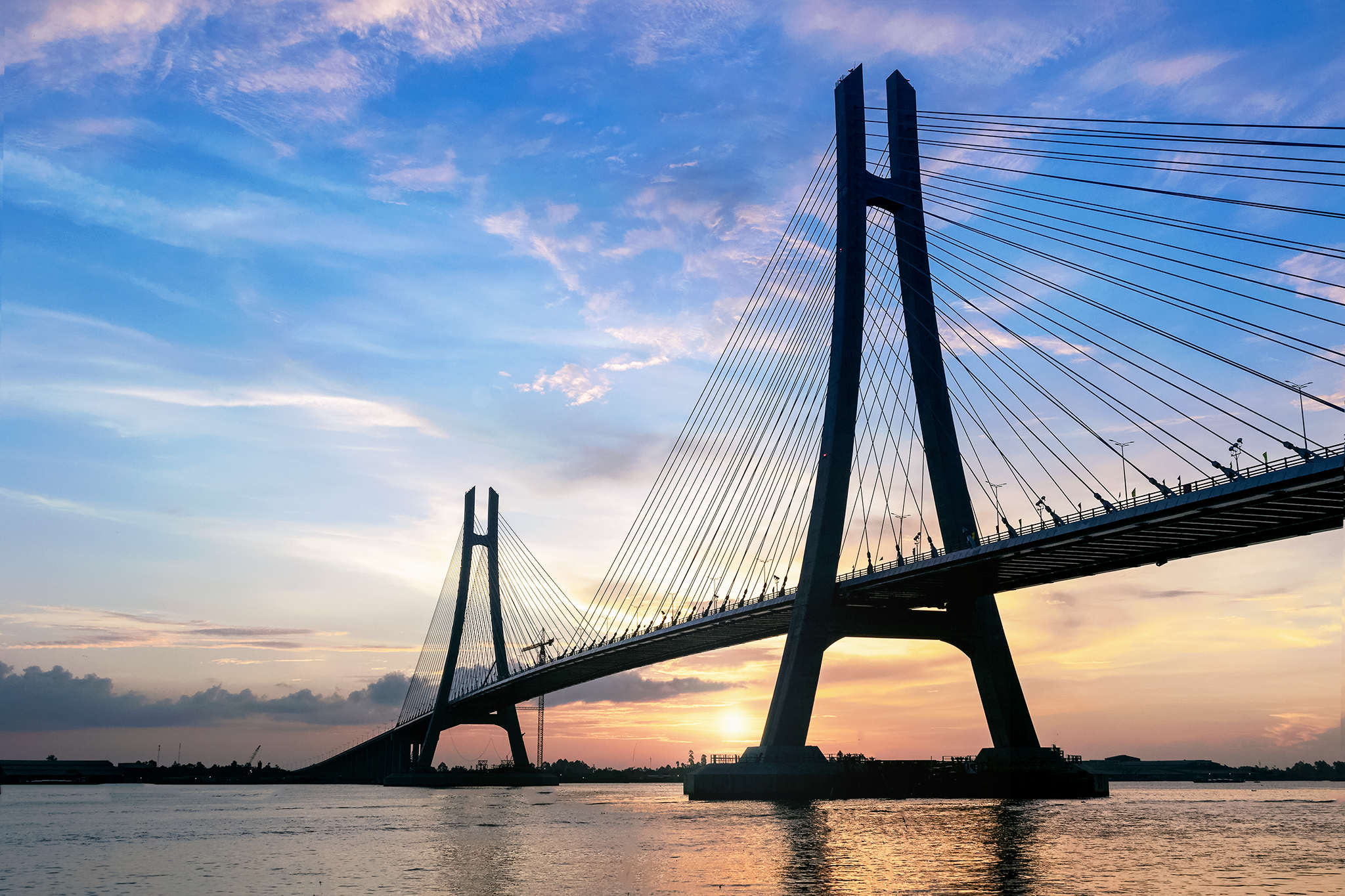
Cầu Vàm Cống trong nắng sớm

Cầu Vàm Cống dài tổng cộng 2,97 km, phần bắc qua sông dài 870 m trong đó nhịp chính gồm 73 đốt dầm bằng thép có tổng chiều dài 450 m, dài nhất trong số các cầu có nhịp thép ở miền Nam. Cầu dẫn phía Đồng Tháp có kết cấu dầm super-T bê tông cốt thép dự ứng lực, chiều dài 1.099,7 m; cầu dẫn phía Cần Thơ có kết cấu dầm super-T bê tông cốt thép dự ứng lực, chiều dài 999,7 m. Mặt cắt ngang cầu chính và cầu dẫn có quy mô 24,5 m gồm: bốn làn xe cơ giới rộng 14 m, hai làn xe thô sơ rộng 6 m, dải phân cách rộng 1,5 m, lan can rộng 1 m và dải an toàn rộng 2 m. Giai đoạn hoàn chỉnh cầu sẽ có 6 làn xe bằng việc sử dụng làn xe thô sơ giai đoạn đầu làm làn chính nhằm đồng bộ với đường cao tốc Bắc – Nam phía Tây sau khi nâng cấp lên 6 làn xe hoàn chỉnh.